# Aroa (rijeka u Venezueli)
Aroa  (es. Río Aroa) je rijeka u Venezueli. Teče u smjeru istoka i sjeveroistoka, paralelno s rijekom Yaracuy, te se ulijeva u Karipsko more.
Porječje rijeke pokriva dio ekoregije suhe šume Lara-Falcón.

## Rudnici Aroa
U 16. stoljeću se rudarilo zlato rijekama Yaracuy, Santa Cruz i Aroa, a 1605. je pronađeno zlato u jednoj udolini pokraj rijeke Aroe.
Kralj je dao rudnike Aroa
Dr. Franciscu Marínu de Narváez i njegovim nasljednicima za 40 000 pesosa.
Godine 1824., rudnici su iznajmljeni britanskim poduzetnicima, a oni si koristili rijelu Arou za prijevoz rude do obale, gdje je prekrcavana u brodove.

## Reference
1. ↑  Locklin.
2. ↑  Silva 1993.
3. ↑  Parque Bolivariano Minas de Aroa – Yaracuy.
4. ↑  Yarrington 1997, str. 18.
5. ↑  Maddicks 2011, str. 342.